# Crusea longiflora
Crusea longiflora är en måreväxtart som först beskrevs av Carl Ludwig von Willdenow, Johann Jakob Roemer och Schult., och fick sitt nu gällande namn av W.R.Anderson. Crusea longiflora ingår i släktet Crusea och familjen måreväxter. Inga underarter finns listade i Catalogue of Life.